# Leleque (cráter)
Leleque es el nombre de un cráter de impacto en el planeta Marte situado a 36.8° Norte y 221.9° Oeste. El impacto causó un abertura de 8.4 kilómetros de diámetro en la superficie del planeta. El nombre fue aprobado en 1991 por la Unión Astronómica Internacional en honor a la comunidad argentina de Leleque.